# 停車位

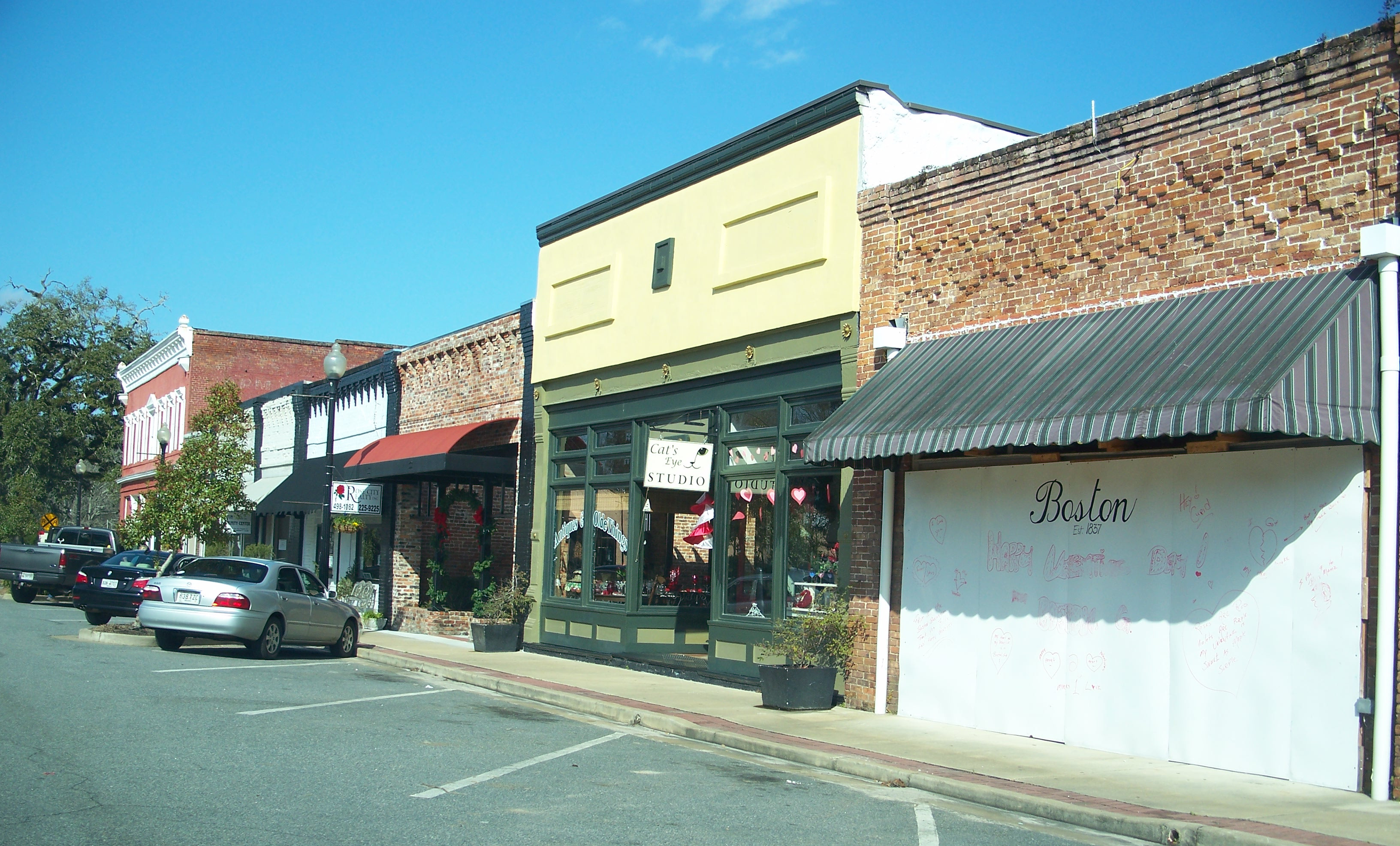
划有标线的停车位

停车位又稱車位、泊車位、泊位，是指可以停车的地方，停车场或在城市街道上都可以劃定停車位。街道上的车位可以由道路交通标线划定。
停车位根據所在的位置，停车时间需要額外規定，車主使用停车位可能需要付费。停車位也可能被指定为免费停车點。当车位供不应求时，车辆可能会停在人行道、草丛和其他不適合停車的地方。